# Lepidogobius lepidus
Lepidogobius lepidus es una especie de peces de la familia de los Gobiidae en el orden de los Perciformes.

## Morfología
Los machos pueden llegar a alcanzar los 10 cm de longitud total.

## Reproducción
Es ovíparo.

## Hábitat
Es un pez de Mar y, de clima subtropical y demersal que vive hasta los 201 m de profundidad.

## Distribución geográfica
Se encuentra en el Pacífico oriental: desde el norte de la Columbia Británica (el Canadá) hasta el centro de la Baja California (México ).

## Observaciones
Es inofensivo para los humanos.